# Kentucky Derby 1939
Kentucky Derby 1939 var den sextiofemte upplagan av Kentucky Derby. Löpet reds den 6 maj 1939 över 1 1⁄4 miles (2 012 m). Löpet vanns av Johnstown som reds av James Stout och tränades av James E. Fitzsimmons.
Åtta hästar deltog i löpet.

## Resultat
| P | Häst          | Jockey              | Tränare              | Ägare                 | Tid      |
| - | ------------- | ------------------- | -------------------- | --------------------- | -------- |
| 1 | Johnstown     | James Stout         | James E. Fitzsimmons | Belair Stud           | 2:03 2/5 |
| 2 | Challedon     | George Seabo        | Louis Schaefer       | William L. Brann      |          |
| 3 | Heather Broom | Basil James         | Earl Sande           | John Hay Whitney      |          |
| 4 | Viscounty     | Carroll Bierman     | John J. Flanigan     | Valdina Farms Stable  |          |
| 5 | Technician    | Johnny Adams        | Ben A. Jones         | Woolford Farm         |          |
| 6 | El Chico      | Nick Wall           | Matthew P. Brady     | William Ziegler Jr.   |          |
| 7 | T. M. Dorsett | Leon Haas           | John B. Theall       | Joe W. Brown          |          |
| 8 | On Location   | Alfred M. Robertson | Roy Waldron          | Milky Way Farm Stable |          |

Segrande uppfödare: Claiborne Farm (KY)